# 글로버우는토끼
글로버우는토끼 또는 글로버피카(Ochotona gloveri)는 우는토끼과에 속하는 포유류의 일종이다. 중국의 토착종이다.